# Mélèce II d'Antioche
Mélèce II, né en 1839 et mort en février 1906, fut patriarche orthodoxe d'Antioche et de tout l'Orient de 1899 à 1906.
Il fut le premier patriarche d'Antioche non-grec de la période moderne.